# Il deputato del Baltico
Il deputato del Baltico (Депутат Балтики) è un film del 1936 diretto da Aleksandr Zarchi e Iosif Efimovič Chejfic.

## Trama
Novembre 1917. I primi giorni della rivoluzione russa trovano San Pietroburgo in uno stato di crisi. Gli approvvigionamenti sono razionati, e, una sera Kuprijanov, marinaio della flotta del Baltico, in ottemperanza agli ordini del consiglio dei commissari del popolo dispone una perquisizione a casa del professor Dmitrij Illarionovič Poležaev – esimio accademico con un passato di insegnamento nelle maggiori istituzioni scientifiche d'Europa - alla ricerca di accaparratori che facevano incetta di generi alimentari. L'anziano professore riceve – in maniera abbastanza scorbutica - la sgradita visita mentre è nel suo studio, appollaiato alla sommità di una scala che poggia sulla libreria. Non viene trovato niente di illegale a casa sua.
Il giorno dopo, il 75º compleanno del professor Poležaev, esce sulla Pravda un suo articolo in cui, inaspettatamente, sostiene l'azione rivoluzionaria in atto. La sera precedente Poležaev aveva anche finalmente portato a termine un libro – frutto di diversi anni di studi - dedicato alla fisiologia vegetale, la sua specializzazione, e lo consegna ad alcuni discepoli per darlo alle stampe. Per l'occasione egli invita per la sera, a casa sua, i suoi colleghi dell'università.
Ma la palese e coraggiosa presa di posizione del professore a favore dei bolscevichi gli aliena le simpatie dell'intero corpo docente nonché della maggior parte dei suoi studenti, menscevichi e contrari alla rivoluzione, che lo boicottano. Nello stesso tempo, per contro, ampli strati della popolazione, fra le categorie sociali più deboli, si sentono attratti dalla sua visione politica: fra di essi appunto anche i marinai del Baltico, di stanza su una nave attraccata al porto della città. Egli viene invitato sull'imbarcazione, quel pomeriggio, proprio da Kuprijanov, per tenere una conferenza sui pigmenti rossi delle piante, che, per quanto strano possa sembrare, viene seguita da un uditorio attento.
Ma tutti gli invitati alla sua festa, quella sera, gli hanno voltato le spalle, e nessuno si presenta. Il suo ex-studente Vikentij Michajlovič Vorob'ëv, da tempo frequentatore della casa del professore, è talmente contrario alla presa di posizione politica del maestro che decide di rompere ogni rapporto con lui, suscitando la tristezza di Marija Aleksandrovna, la moglie di Poležaev, che si era abituata a vederlo bazzicare per casa. Solo in tarda serata va a trovarlo un altro ex-studente, Michail Makarovič Bočarov (detto Miša), politicamente impegnato nel Comitato centrale del partito, appena tornato nella capitale dopo un lungo soggiorno in Siberia, che gli porta, direttamente dall'Istituto Smol'nyj, una gradita lettera di auguri firmata nientedimeno che da Lenin.
Inizio del 1918. Miša ha provveduto a far pubblicare l'ultimo libro del professore, che ora, in uno stato di salute che inizia a essere malfermo, è stato proclamato deputato del Soviet di San Pietroburgo. In un discorso al plenum dell'organizzazione Poležaev saluta i combattenti che stanno partendo per le ultime fasi della guerra, ricordando ai marinai del Baltico il valore del simbolo rosso del comunismo, rosso come il pigmento delle piante.
Miša e Kuprijanov, dopo il discorso, si accommiatano dal professore, a casa sua. Poležaev sale di nuovo sulla scala della libreria, pronto a progettare una nuova opera scientifica.

## Produzione
Il film è ispirato alla vita del botanico e biologo russo Kliment Timirjazev, uno dei pochi scienziati del suo paese a sostenere pubblicamente la lotta rivoluzionaria bolscevica.

## Distribuzione
Il film è uscito nelle sale cinematografiche sovietiche il 27 marzo del 1937. In Italia Il deputato del Baltico è uscito nell'aprile del 1947.
In tempi recenti il film è stato programmato all' 1-World Festival of Foreign Films.
Il film ha avuto diverse uscite in DVD: a cura della International Historic Films, e della Cyruskane, in entrambi i casi con sottotitoli inglesi.

## Riconoscimenti
Il film ha ottenuto il National Board Review Award ai migliori film stranieri per l'anno 1937.